# Haltichella ornaticornis
Haltichella ornaticornis är en stekelart som beskrevs av Cameron 1884. Haltichella ornaticornis ingår i släktet Haltichella och familjen bredlårsteklar. Inga underarter finns listade i Catalogue of Life.